# فهرست پررفت‌وآمدترین فرودگاه‌ها در بلغارستان
این مقاله شامل فهرست پررفت‌وآمدترین فرودگاه‌ها در بلغارستان است.

## آمار مسافری
| رتبه | فرودگاه                  | شهر                | کد (یاتا/ایکائو) | ۲۰۰۸      | ۲۰۰۹      | تغییر |
| ---- | ------------------------ | ------------------ | ---------------- | --------- | --------- | ----- |
| ۱.   | فرودگاه صوفیه            | صوفیه              | SOF/LBSF         | ۳٬۲۱۹٬۹۱۱ | ۳٬۱۲۱٬۸۳۸ | ۳%    |
| ۲.   | فرودگاه بورگاس           | بورگاس             | BOJ/LBBG         | ۱٬۹۲۵٬۲۶۶ | ۱٬۶۸۹٬۸۶۶ | ۱۲%   |
| ۳.   | فرودگاه وارنا            | وارنا              | VAR/LBWN         | ۱٬۴۳۲٬۷۰۳ | ۱٬۲۰۶٬۵۳۵ | ۱۹%   |
| ۴.   | فرودگاه پلوودیف          | پلوودیو            | PDV/LBPD         | ۶۱٬۲۷۶    | ۲۴٬۹۱۹    | ۵۹%   |
| ۵.   | فرودگاه گرنا اوریاهویتسا | گورنا اوریاهوویتسا | GOZ/LBGO         | ۴۵۲       | ۲۳۴       | ۴۸%   |
|      | جمع                      |                    |                  | ۶٬۶۳۹٬۶۰۸ | ۶٬۰۴۳٬۳۹۲ | ۹%    |